# Joseph Guislain
Joseph Guislain, född 2 februari 1797 i Gent, död där 1 april 1860, var en belgisk psykiater.
Guislain var i hela sitt liv verksam i födelsestaden, där han blev medicine doktor och senare professor. Han skrev en mängd psykiatriska artiklar samt Traité sur l’aliénation mentale et sur les hospices des aliénés, I-II (1826) och till flera språk översatta Traité sur les phrenopathies ou doctrine nouvelle des maladies mentales (1855). Han införde en tidsenlig sinnessjukvård i fransmännen Pinel och Esquirols anda och till minne av honom restes ett monument i Gent. År 1986 inrättades även ett Guislain-museum i staden.